# Johannes von Eben

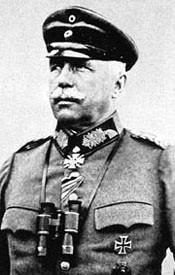
Johannes von Eben.

Johannes Karl Louis Richard von Eben, född den 24 februari 1855 i Preussisch-Mark (provinsen Ostpreussen), död den 3 juli 1924 i Bauditten (Ostpreussen), var en tysk militär.
von Eben blev 1903 överste vid generalstaben och 1912 generallöjtnant och chef för 30:e infanterifördelningen. Vid krigsutbrottet i augusti 1914 blev han general av infanteriet och fick befälet över 10:e reservkåren, och i juni 1915 blev han chef för 1:a armékåren. Från juni 1917 till juni 1918 förde han med utmärkelse 9:e armén (på östfronten) och blev i juni 1918 chef för arméavdelningen A (i Elsass). År 1919 avgick han ur aktiv tjänst.